# Cappella dei Vicari
La  cappella dei Vicari si trova a Lari, in provincia di Pisa.

## Storia e descrizione
La cappella si trova all'interno della Rocca munita di fortificazioni di epoca medicea, ma risalente all'XI secolo e più volte assalita e rasa al suolo; vi si accede dal borgo sottostante con una scalinata di quasi cento scalini che conduce alla piazza su cui prospettano il Palazzo Pretorio e la cappella, dedicata allo Sposalizio della Vergine e ai Santi Giuseppe e Filippo Neri.
Lo stemma sulla semplice facciata a capanna ricorda che il piccolo edificio risale (o fu rifatto) al tempo del vicario Carlo Buontalenti, essendo stato eretto fra il 1689 e il 1692. Da notare sui lati esterni la presenza di cinque cellette da cui i carcerati rinchiusi nella prigione potevano ascoltare la messa.
All'interno sono ancora frammenti di decorazioni del XVIII secolo.